# Borislav Veličkov
Borislav Veličkov (Борислав Величков; * 30. května 1961 Novi Iskăr, Bulharsko) je bývalý bulharský zápasník, reprezentant v zápase řecko-římském. V roce 1988 startoval na olympijských hrách v Soulu v kategorii do 74 kg a vybojoval šesté místo.